# Велика награда Сан Марина 1995.
Велика награда Сан Марина 1995. године је била трка у светском шампионату Формуле 1 1995. године која се одржала на аутомобилској стази „Енцо и Дино Ферари“ у Имоли, 30. априла 1995. године.
Победник је био Дејмон Хил, другопласирани Жан Алези, док је трку као трећепласирани завршио Герхард Бергер.